# Jasmin St. Claire
Rhea Alexandria Devlugt (Saint Croix, 23 de outubro de 1972), mais conhecida pelo nome artístico Jasmin St. Claire é uma modelo e ex-atriz de filmes pornográficos norte-americana, nascida nas Ilhas Virgens Americanas. Atualmente trabalha como modelo e colabora em revistas sobre música, principalmente Heavy Metal e Rock. Já foi lutadora de luta livre.

## Biografia
Jasmin tem ascendência brasileira e russa, sua mãe é natural do Rio de Janeiro e seu pai de São Petersburgo. Essa herança genética lhe deu traços considerados "exóticos". Ela fala francês, alemão, espanhol, italiano e português.
Antes de entrar para a industria de filmes pornográficos trabalhou em um banco e como professora de francês. Trabalhou também como dançarina e posou nua para revistas masculinas como a Penthouse e a Playboy. É vegetariana e tem implantes de silicone nos seios.
Tornou-se famosa quando estrelou um filme no gênero Gang Bang no qual alega ter mantido relações sexuais com trezentos homens. Na época da produção este número estabeleceu o novo recorde mundial e este filme, em inglês '"World's Biggest Gang Bang 2"' (traduzido por '"O Maior Filme do Mundo"') foi uma sequência do filme '"World's Biggest Gang Bang"', estrelado por Annabel Chong e antiga detentora do recorde. Alguns duvidam da veracidade desse tipo de filmes e contestam a forma como foi feito.
Jasmin aposentou-se do cinema pornô em 2002 e atualmente trabalha com produções independentes de cinema (filmes não pornográficos). Participou de filmes como "Communication Breakdown" (dirigido por Richard O'Sullivan) e "National Lampoon's Dorm Daze 2" continuação do filme National Lampoon's Vacation de 1983. Fez carreira também como lutadora de luta-livre profissional.
Em 2004, St. Claire participou do álbum "A Tribute to Limp Bizkit", no áudio da introdução.
Em 2011, foi colocada no Hall of Fame do AVN Awards.

## Hoje
Atualmente, Jasmin entrevista  músicos de rock e heavy metal em seu programa Metal's Darkside e atua como colaboradora da revista brasileira Rock Brigade.